# Miles Vorkosigan
Miles Naismith Vorkosigan (alias admirál Miles Naismith) je fiktivní válečník, špión a šlechtic, jedna z hlavních postav Vorkosiganské ságy americké spisovatelky Lois McMaster Bujold.

## Biografie
Miles je synem významného barrayarského politika a vojevůdce hraběte Arala Vorkosigana a jeho manželky Cordelie rozené Naismithové, zběhlé příslušnice Beťanských ozbrojených sil. Jeho otec byl dlouhá léta regentem barrayarského císaře Gregora, kterému po dovršení plnoletosti předal vládu, ale udržel si i nadále významnou pozici.
Ještě jako nenarozené dítě se Miles stal obětí atentátu na své rodiče, spáchaného hrabětem Evonem Vorhalasem. Důsledkem byly celoživotní zdravotní problémy (mimo jiné velmi křehké a snadno se lámající kosti) a velmi malý vzrůst (jen asi 145 cm). Jelikož obyvatelé jeho rodné planety Barayarru mají velké předsudky vůči mutantům, musel se Miles od dětství často potýkat s negativními reakcemi na svůj vzhled. I jeho vlastní dědeček, generál Pjotr Vorkosian, trval na utracení "toho mutanta" a dokonce se pokusil přemluvit lékaře, udržující jeho umělou dělohu, k Milesovu zavraždění. Miles byl odmalička velmi cílevědomý, ctižádostivý a odhodlaný překonat svůj fyzický handicap, aby se mohl stát vojákem jako jeho otec a dědeček. Co se mu nedostávalo po zdravotní stránce, to nahrazoval neobyčejnou inteligencí a důvtipem.
Po nezdařených přijímačkách na Císařskou vojenskou akademii se Miles vydal za svou babičkou na kolonii Beta. Během tohoto výletu stihl přijmout vlastního vazala, v podstatě ukrást loď (i s pilotem), převzít oficiálně nezávislou skupinu Oserových žoldnéřů a přeměnit ji na vlastní organizaci Dendarijských žoldnéřů , ve skutečnosti spolupracující s barrayarskou císařskou tajnou službou. Díky tomu mu bylo umožněno přece jen absolvovat vojenskou akademii a stát se důstojníkem císařské armády. Po ukončení studia se za dramatických okolností znovu vrátil do čela Dendarijských žoldnéřů, aby fungoval jako styčný důstojník mezi nimi a barrayarskou tajnou službou. Během deseti let, kdy pod krycím jménem admirál Miles Naismith vedl Dendarijce, s nimi podnikl hodně vysoce nebezpečných misí s vynikajícími výsledky.
Ke konci své kariéry však při jedné ze záchranných misí utrpěl vážné zranění, po kterém mu zbyly trvalé následky v podobě epileptických záchvatů. Pro zdravotní nezpůsobilost způsobenou záchvaty a pro zfalšování hlášení za účelem tuto nezpůsobilost zakrýt byl ve věku 30 let z vedení Dendarijců odvolán. Do výslužby odešel s hodností kapitána (admirál byla jeho hodnost pouze u Dendarijců, nikoli v rámci císařské tajné služby).
Císař jej později povolal jako mimořádného císařského auditora (vyšetřovatele), aby vyšetřil atentát na velitele císařské tajné služby Simona Illyana. Po úspěšném vyřešení případu byl Miles jmenován řádným císařským auditorem na doživotí. V nově funkci se na planetě Komarr podílel na vyšetřování záhadných příčin srážky nákladní lodi se solárním zrcadlem. Během této mise se seznámil se svou budoucí manželkou Kateřinou Vorsoissonovou, tehdy ještě provdanou za Tiena Vorsoissona, který však během vyšetřování tragicky zahynul.  Skutečnosti, že okolnosti jeho úmrtí nemohl Miles kvůli přísnému utajení na veřejnosti řádně vysvětlit, využili později jeho političtí odpůrci k nařčení, že Tiena zavraždil, aby se mohl oženit s Kateřinou, což zpočátku dosti zkomplikovalo jejich rozvíjející se vztah.
Kvůli násilnému incidentu barrayarského důstojníka byla na vesmírné stanici obývané čtyřručkami zadržena barrayarská obchodní flotila. Miles místo poklidného návratu ze svatební cesty musel řešit pohrůžky atentátem na vesmírnou stanici, projevy rasismu a podařilo se mu zabránit konfliktu mnohem větších rozměrů.
Z manželství s Kateřinou Vorsoissonovou se Milesovi narodil syn Aral a dcery Helen, Elisabeth a Taurie. Zároveň se Miles stal nevlastním otcem Kateřinina syna z prvního manželství, Nikolaje. Ve věku 39 let Miles zdědil hraběcí titul, když jeho otec Aral zemřel ve spánku.